# Kto khochet stat' millionerom?
Ai muốn trở thành triệu phú? (tiếng Nga: Кто хочет стать миллионером?), là phiên bản Nga của chương trình trò chơi truyền hình Who Wants to Be a Millionaire?, một phiên bản mà Việt Nam gọi là Ai là triệu phú, phát sóng từ ngày 1 tháng 10 năm 1999 đến nay. Trước đó, phiên bản đầu tiên của nước Nga là О, Счастливчик! (Ô! Người may mắn!). Mục đích chính của trò chơi là giành chiến thắng và mang về 3.000.000 rúp bằng cách trả lời chính xác 15 câu hỏi theo hình thức trắc nghiệm của chương trình.

## Luật chơi

### Vòng Bấm bàn phím nhanh
Trong mỗi số của chương trình, 10 ứng viên sẽ tham gia một phần trả lời nhanh trước khi chọn ra người chơi chính cho chương trình. Họ sẽ được hỗ trợ trả lời bằng hệ thống máy vi tính, ở đó có 1 câu hỏi và 4 đáp án là A, B, C, D để các ứng viên tham gia trả lời, 
sau khi nghe xong câu hỏi và đáp án, các ứng viên sẽ sắp xếp đáp án theo thứ tự trong thời gian nhanh nhất. Sau khi hết thời gian, máy tính cùng với người dẫn chương trình sẽ kiểm tra kết quả đúng và người đưa ra câu trả lời đúng và nhanh nhất sẽ được chọn làm người chơi chính ngồi trên chiếc "ghế nóng" ở giữa sân khấu cùng với người dẫn chương trình. Trong trường hợp không có ai trả lời đúng hoặc 2 người cùng một thời gian trả lời thì một câu hỏi phụ khác sẽ được đưa ra, ai trả lời đúng và nhanh nhất trong câu hỏi này sẽ được lên ghế nóng.
Trong thời gian từ 2010 - 2022 chương trình đã bỏ phần chơi này, thay vào đó là áp dụng hình thức xếp hàng (theo đó người dẫn chương trình sẽ gọi người chơi vào trường quay theo mỗi lượt chơi). Đến năm 2023, vòng chơi này đã chính thức quay trở lại với 6 ứng viên tham gia chơi.

### Chính thức
Người chơi phải trả lời 15 câu hỏi với cấp độ từ dễ đến khó. Mỗi câu hỏi đều được gắn với một mức tiền thưởng quy định (xem ở phần Thang tiền thưởng).
Sau khi nghe xong mỗi câu hỏi và sử dụng các quyền trợ giúp, người chơi có quyền dừng cuộc chơi hoặc đi tiếp. Nếu quyết định dừng cuộc chơi, người chơi sẽ ra về với số tiền tương ứng với câu hỏi họ vừa vượt qua trước đó. Nếu quyết định đi tiếp nhưng trả lời sai, số tiền thưởng sẽ bị đi xuống mốc quan trọng trước đó và người chơi sẽ phải ra về với số tiền này. Nếu trả lời sai khi chưa vượt qua mốc quan trọng đầu tiên, người chơi sẽ ra về mà không nhận được tiền thưởng của chương trình. Nếu trả lời đúng câu hỏi cuối cùng, người chơi sẽ trở thành "Triệu phú".
Sau khi người chơi trước kết thúc lượt chơi của mình, nếu thời gian vẫn còn, những người còn lại sẽ tiếp tục trả lời một câu hỏi nhanh khác cho đến khi hết thời lượng chương trình (từ 2010 - 2022, người dẫn chương trình sẽ gọi người chơi tiếp theo vào theo mỗi lượt chơi). Nếu người chơi đang chơi mà chưa hoàn thành xong lượt chơi của mình mà thời lượng đã hết, người chơi đó sẽ tiếp tục cuộc chơi của mình trong chương trình số tiếp theo.

### Trợ giúp
Người chơi có các sự trợ giúp sau có thể được sử dụng bất cứ lúc nào nếu họ không biết câu trả lời hoặc chưa chắc chắn với suy nghĩ của mình. Trong một câu hỏi, người chơi có quyền dùng nhiều sự trợ giúp, nhưng các quyền trợ giúp chỉ được sử dụng một lần.
- 50:50 (01/10/1999 - nay): Máy tính bỏ đi 2 phương án sai để người chơi chọn một trong 2 phương án còn lại.
- Gọi điện thoại cho người thân (01/10/1999 - nay): Người chơi liên lạc tới một trong số các số điện thoại đã đăng ký với chương trình từ trước lúc bắt đầu, và hỏi ý kiến của người ở đầu dây bên kia trong khoảng thời gian quy định là 30 giây.
- Hỏi ý kiến khán giả trong trường quay (01/10/1999 - 04/2020, 29/04/2023 - nay): Khán giả trường quay sẽ trả lời câu hỏi thông qua bấm nút trên một thiết bị gắn trên ghế của họ, sau đó câu trả lời được tổng hợp và thống kê dưới dạng phần trăm để người chơi tham khảo.
- Trả lời hai lần (04/09/2010 - 29/04/2023): Người chơi đầu tiên trả lời như bình thường, nếu trả lời sai thì được chọn một phương án khác. Dừng cuộc chơi và các quyền trợ giúp khác không khả dụng khi trợ giúp này được kích hoạt.
- Hỏi chuyên gia (21/10/2006 - 12/2008): 3 người có hiểu biết chuyên sâu sẽ hỗ trợ người chơi trong 30 giây.
- Đổi câu hỏi (? (sau 2012) - 29/4/2023): Máy tính sẽ công bố đáp án đúng của câu hỏi hiện tại và thay thế bằng một câu hỏi mới có độ khó tương đương.
- Hỏi người dẫn chương trình (16/01/2021 - 29/04/2023): Người dẫn chương trình, trong khi không được biết trước đáp án của mọi câu hỏi, tư vấn cho người chơi về đáp án của câu hỏi hiện tại.

Khi chơi theo phiên bản gốc, người chơi chỉ được cung cấp 3 quyền trợ giúp 50:50, Gọi điện thoại cho người thân và Hỏi ý kiến khán giả trong trường quay. Từ khi Đổi câu hỏi và Hỏi người dẫn chương trình được ra mắt, người chơi có tới 5 quyền trợ giúp, nhưng chỉ phép sử dụng tối đa 4 trong 5 quyền trong suốt cuộc chơi.

### Thang tiền thưởng
| Câu hỏi | Giá trị tiền thưởng (các mức màu vàng là mốc quan trọng) | Giá trị tiền thưởng (các mức màu vàng là mốc quan trọng) | Giá trị tiền thưởng (các mức màu vàng là mốc quan trọng) | Giá trị tiền thưởng (các mức màu vàng là mốc quan trọng) |
| Câu hỏi | Phiên bản gốc                                            | Phiên bản gốc                                            | Phiên bản gốc                                            | Phiên bản cược                                           |
| Câu hỏi | 2001–2005                                                | 2005–2012, 2023–nay                                      | 2008                                                     | 2010–2022                                                |
| ------- | -------------------------------------------------------- | -------------------------------------------------------- | -------------------------------------------------------- | -------------------------------------------------------- |
| 1       | ₽ 100                                                    | ₽ 500                                                    | ₽ 500                                                    | ₽ 500                                                    |
| 2       | ₽ 200                                                    | ₽ 1,000                                                  | ₽ 1,000                                                  | ₽ 1,000                                                  |
| 3       | ₽ 300                                                    | ₽ 2,000                                                  | ₽ 2,000                                                  | ₽ 2,000                                                  |
| 4       | ₽ 500                                                    | ₽ 3,000                                                  | ₽ 3,000                                                  | ₽ 3,000                                                  |
| 5       | ₽ 1,000                                                  | ₽ 5,000                                                  | ₽ 5,000                                                  | ₽ 5,000                                                  |
| 6       | ₽ 2,000                                                  | ₽ 10,000                                                 | ₽ 10,000                                                 | ₽ 10,000                                                 |
| 7       | ₽ 4,000                                                  | ₽ 15,000                                                 | ₽ 15,000                                                 | ₽ 15,000                                                 |
| 8       | ₽ 8,000                                                  | ₽ 25,000                                                 | ₽ 25,000                                                 | ₽ 25,000                                                 |
| 9       | ₽ 16,000                                                 | ₽ 50,000                                                 | ₽ 50,000                                                 | ₽ 50,000                                                 |
| 10      | ₽ 32,000                                                 | ₽ 100,000                                                | ₽ 100,000                                                | ₽ 100,000                                                |
| 11      | ₽ 64,000                                                 | ₽ 200,000                                                | ₽ 200,000                                                | ₽ 200,000                                                |
| 12      | ₽ 125,000                                                | ₽ 400,000                                                | ₽ 400,000                                                | ₽ 400,000                                                |
| 13      | ₽ 250,000                                                | ₽ 800,000                                                | ₽ 800,000                                                | ₽ 800,000                                                |
| 14      | ₽ 500,000                                                | ₽ 1,500,000                                              | ₽ 1,500,000                                              | ₽ 1,500,000                                              |
| 15      | ₽ 1,000,000                                              | ₽ 3,000,000                                              | ₽ 3,000,000                                              | ₽ 3,000,000                                              |